# Incerteza na ciência

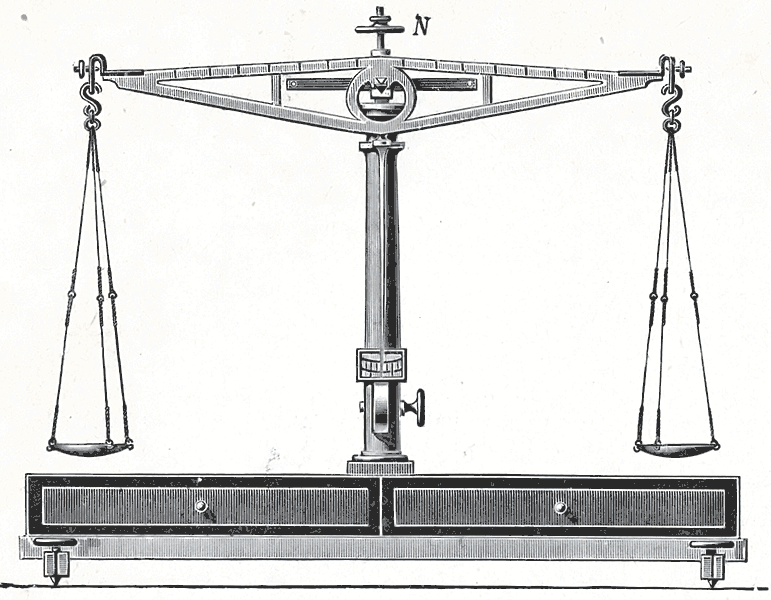
A balança, um símbolo do equilíbrio, do julgamento justo e da exatidão.

A incerteza na ciência é um dos elementos integrantes do processo de conhecimento e sua avaliação faz parte do método científico. A incerteza pode ser categorizada e abordada de vários pontos de vista, lógicos, matemáticos, filosóficos ou estatísticos, e é especialmente relevante quando a ciência faz previsões. A incerteza, em suma, é um elemento complexo que se refere à probabilidade de um evento ocorrer dentro de certos parâmetros, levando em conta, em proporções variáveis, o acaso, a imprevisibilidade, o desconhecimento de certos fatores envolvidos no fenômeno estudado ou deficiências inerentes ao método empregado em sua análise e interpretação. Apesar dos problemas gerados pela incerteza na ciência, ela não invalida previsões, pois levá-la em consideração torna as previsões de eventos futuros mais realistas e confiáveis do que as que a ignoram. Recentemente a incerteza na ciência ganhou grande notoriedade ao longo das discussões públicas sobre o aquecimento global, e a falta de compreensão do público em geral sobre o que a incerteza significa quando aplicada à ciência e o quanto ela influi nas expectativas tem causado significativa complicação e atrasos nas negociações para a mitigação do aquecimento, bem como no enfrentamento de outros problemas ligados à ciência, como as recorrentes crises na saúde pública e na economia dos países do mundo. A incerteza vem se tornando um campo autônomo de estudos científicos em anos recentes.

## Caracterização
Em primeiro lugar, é preciso assinalar que os meios de que a ciência dispõe para estudar a natureza são imperfeitos, que a inteligência humana tem limites, e que jamais teremos um conhecimento completo, e por isso as conclusões e previsões científicas jamais podem ser consideradas totalmente seguras. No sentido lógico ou matemático, as teorias em ciências naturais nunca podem ser provadas. Em particular, não importa quantas confirmações experimentais sejam encontradas, do ponto de vista lógico nada garante que as afirmações valem sempre e nem mesmo que continuarão a valer nos casos já testados. Apenas em lógica e matemática pode-se provar proposições. Como dito por Albert Einstein: "Nenhum número de experimentos pode provar que estou certo; um único experimento pode provar que estou errado.". A matemática lida com entidades abstratas, cujas propriedades podem ser conhecidas com certeza. Já no mundo físico nunca se pode conhecer as propriedades de seus entes (ditos da "realidade") de modo absoluto ou completo. Em seu artigo Geometria e Experiência, Einstein expressou sua ideia a respeito disso: "Na medida em que as proposições da matemática referem-se à realidade, não são certas; e na medida em que são certas, não se referem à realidade.".
No entanto, mesmo com essas fragilidades, a ciência é um dos grandes instrumentos do homem para a construção da civilização, e vem produzido resultados impressionantes. A incerteza com que os cientistas têm de lidar não difere essencialmente das incertezas com as quais as pessoas comuns lidam todos os dias em suas vidas, e que não as impedem de tomarem decisões e serem bem sucedidas neste processo, possibilitando que sobrevivam por muitos anos e desenvolvam inúmeras atividades e talentos, mesmo que os dados que as pessoas usam para tomar suas decisões sejam invariavelmente incompletos e, muitas vezes, até errôneos. Assim como a vida das pessoas evolui, se aprimora e enriquece pelo acúmulo e aproveitamento de várias experiências, aprendendo o que em geral dá certo e o que está provavelmente destinado ao fracasso, o que se pode esperar se seguirmos por certo caminho e o que deve ser tido como improvável, mudando de opinião quando a antiga se provou insustentável, e desenvolvendo recursos para superar limites e insuficiências, também as imperfeições da ciência se tornam virtudes quando abrem espaço para que ela evolua, se expanda e se aprimore em resposta a novas evidências que surgem continuamente.

Modelo teórico para estudo da matéria escura, uma área da ciência que há pouco vem sendo desbravada e está sujeita a elevado grau de incerteza.

Em segundo lugar, deve ser entendido que há uma diferença crucial entre uma situação em que há elevado grau de incerteza e outra em que a incerteza é pequena. Isso nem sempre fica claro no debate público, e considera-se que muitas vezes a simples menção da palavra "incerteza" para a população tende a desacreditar as pesquisas e a esvaziar a potencial relevância da situação. Todavia, algum grau de incerteza sempre existirá na ciência, como existe em toda parte, embora a resposta que cada grau de incerteza exige seja diferente. As incertezas se elevam quando o tema é pouco explorado, quando não foram desenvolvidas técnicas ou métodos adequados para o estudo, quando há poucos dados confiáveis, quando as teorias não encaixam com as observações, e assim por diante. Por outro lado, a incerteza tende a diminuir à medida que o tema é objeto de uma multiplicidade de estudos, quando as teorias são testadas repetidas vezes usando meios distintos que dão resultados comparáveis. No primeiro cenário, as previsões se concretizam muito ao acaso; no segundo, elas tendem a se tornar cada vez mais confiáveis, pois as previsões anteriores imperfeitas foram sendo progressivamente refinadas pelos testes repetidos.
Também é preciso distinguir a incerteza que existe sobre a teoria geral que explica certo fenômeno e aquela que cerca sua aplicação aos particulares. Mesmo que os cientistas conheçam bem uma área e possam predizer com grande grau de segurança que certos resultados devem ser esperados, não se pode determinar com exatidão como a manifestação ocorrerá em todos os seus detalhes. Fenômenos da natureza não podem ser medidos milimetricamente em todos os seus pontos de ocorrência. Não há aparato de medição suficiente para monitorar o que ocorre em todos os milímetros cúbicos de um oceano, por exemplo, nem mesmo em uma poça de água, ou uma gota, ou um grão de sal, pois para sermos "absolutamente" exatos precisaríamos penetrar em todos os níveis do fenômeno, desde a escala subatômica até suas repercussões cósmicas — uma vez que no universo tudo está integrado e influi em seu entorno. E se não há uma base "completa" de dados, não é possível fazer uma previsão "exata". Mesmo que houvesse aparato de medição suficiente, não haveria como analisar e interpretar a massa infinita de dados, prevendo todas as suas possíveis combinações futuras e sabendo identificar sem erro, dentro do infinito de possibilidades, aquela que vai ocorrer. Seria necessária a capacidade de um deus infalível, onipotente e onisciente. Assim, desde logo se percebe que exigir dos cientistas o conhecimento "completo" e "absolutamente seguro" sobre qualquer coisa que seja, pode ser uma questão filosófica interessante, mas na realidade prática é um absurdo. A ciência não funciona sob tais regras, ela se vale de amostras retiradas de um vasto conjunto para fazer estimativas gerais, sempre sujeitas a reajuste conforme evoluem as pesquisas. Este método provou ser confiável, realista e eficiente. Não obstante as lacunas que sempre haverá na coleta e análise das amostras, em muitas áreas a ciência já pode fazer extrapolações com elevado grau de precisão geral e até no particular, confirmadas repetidas vezes no teste objetivo.

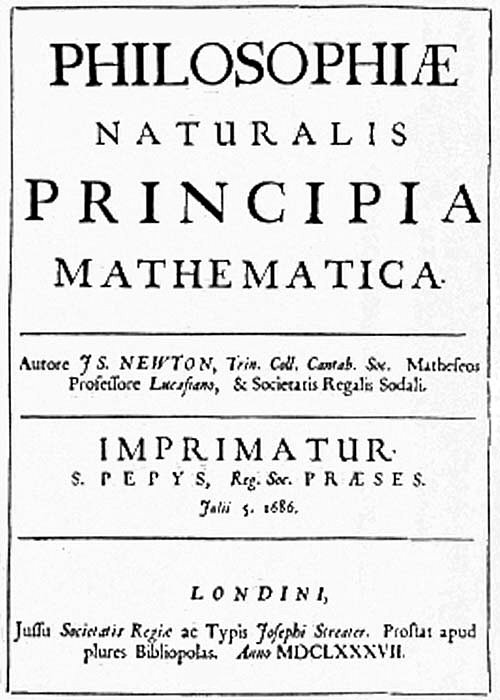
Capa do tratado Princípios Matemáticos da Filosofia Natural, de Isaac Newton, uma das obras mais influentes da história da ciência, que consolidou a mecânica clássica.

Tome-se como exemplo a engenharia, a qual, agregando conhecimento detalhado sobre física, matemática, geologia, meteorologia e muitos outros ramos do saber, pôde erguer edifícios, barragens e pontes de dimensão jamais sonhada pelos construtores das pirâmides do Egito, ou a astronáutica, outro ramo em franco desenvolvimento, que já mandou o homem à Lua e neste processo desenvolveu uma série de tecnologias mais tarde aproveitadas pela sociedade em geral. Ou a medicina, que conseguiu erradicar pragas que afligiam a humanidade desde milênios atrás e estendeu significativamente a expectativa de vida do homem. Em todas essas áreas científicas, o método é o mesmo: testes repetidos e controlados rigorosamente levam ao aperfeiçoamento do conhecimento e à confiabilidade das previsões, reduzindo a incerteza e possibilitando avanços ulteriores. Porém, a incerteza sempre subsiste e se manifesta na forma de edifícios que desabam, de astronautas que morrem em missão, e de doenças que ainda matam milhões todos os anos.
Mas a ciência nem sempre usou este método. Durante muitos séculos ela esteve sujeita à influência de dogmas religiosos e superstições e se dedicou a estabelecer certezas, ou pelo menos se imaginava que a certeza seria possível, dentro de uma visão determinista, consagrada no sistema de Isaac Newton, que considerava o universo uma criação mecânica, como um grande relógio com suas engrenagens. Na definição de Karl Popper, o determinismo pressupõe que "a estrutura do mundo é tal que qualquer acontecimento pode ser racionalmente previsto, com qualquer grau de precisão que se deseje, se nos for dada uma descrição suficientemente precisa de acontecimentos passados, juntamente com todas as leis da natureza". No fim do século XIX esses alicerces aparentemente sólidos e eternos começaram a ser abalados com as pesquisas sobre a evolução e a natureza da matéria, do tempo e do espaço, iniciando-se uma revolução no conhecimento e na forma como se encarava o conhecimento. Segundo o filósofo Edgar Morin, "a maior contribuição de conhecimento do século XX foi o conhecimento dos limites do conhecimento. A maior certeza que nos foi dada é a indestrutibilidade das incertezas, não somente na ação, mas também no conhecimento".

## Definições práticas
O significado das expressões usadas pelos cientistas na comunicação de suas descobertas pode ser mal interpretado, o que é muito comum de acontecer, especialmente quando se referem a previsões. Palavras como "provável" e "improvável", por exemplo, dizem coisas diferentes para diferentes pessoas, e essa inconsistência faz aumentar a impressão de que a incerteza é grande. Para esclarecer essas comunicações, estabeleceu-se uma recomendação padronizada para correlacionar expressões com significados práticos:
- Virtualmente certo, para os cientistas, equivale a 99% ou mais de chances de um evento ocorrer;
- Extremamente provável fica com 95% de chances ou mais de acontecer;
- Muito provável está no intervalo entre 90 e 100%;
- Provável permanece com 66% ou mais;
- Chances equilibradas ou iguais delimita o centro, dos 33 aos 66%;
- Improvável, até 33% de chances de ocorrer;
- Muito improvável, até 10%;
- Extremamente improvável fica com 5% de chances ou menos de acontecer;
- Virtualmente impossível, 1% de chance ou menos.

## Impacto social
A incerteza se tornou de especial relevo em tempos recentes, em que a ciência vem sendo convocada a dar seu parecer sobre assuntos de vasta repercussão social, e precisa estabelecer previsões e análises de riscos para substanciar decisões políticas. O caso da polêmica pública envolvendo o aquecimento global trouxe ao primeiro plano este aspecto. Os cientistas estão afirmando em consenso que o aquecimento não contido deve produzir estragos extensos em todo o equilíbrio ecológico do planeta, com importantíssima repercussão sobre a sociedade, mas não podem afirmar com exatidão como o aquecimento vai afetar as populações de Tóquio e do Rio de Janeiro, ou as florestas da Rússia e as da Indonésia, por exemplo, pois espera-se que a expressão do fenômeno seja muito variável nas diferentes regiões do mundo. Porque em certos lugares as previsões podem se mostrar enganosas, isso não anula o seu valor para o contexto geral. Mas essa incerteza inevitável tem sido usada por grupos de pressão para desacreditar as previsões, enquanto que, por outro lado, grande parte do público, por seu despreparo natural em questões científicas, não consegue avaliar corretamente o que significa essa incerteza e, por conseguinte, não pode dar respostas adequadas a ela.

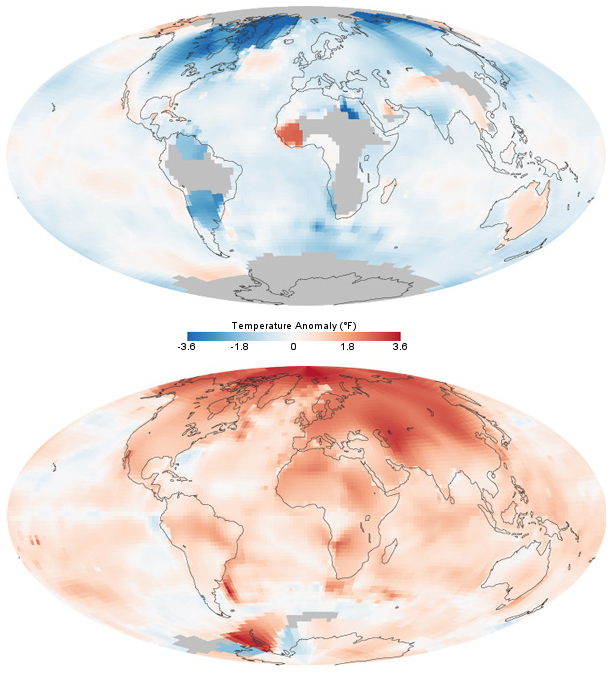
Temperaturas globais na década de 1880 e 1980, comparadas à média no período entre 1951 e 1980. Os dados observados são muito consistentes com os modelos teóricos, o que dá grande confiabilidade às previsões dos cientistas sobre o aquecimento global.

Também tem sido explorado o fato de que existe uma possibilidade, mas muito remota, de que o aquecimento não tenha nada a ver com a atividade humana, segundo reconhecem os cientistas. É um imperativo ético que eles reconheçam essa possibilidade em face do fato irrefutável de que o conhecimento do assunto não é completo e jamais vai sê-lo, e isso os impede formalmente de dizer que há 100% de certeza sobre as causas do fenômeno, a despeito das maciças evidências no sentido de que o homem é sim o principal agente. Mas o argumento se torna fraco por si mesmo porque é  reversível: também não se pode provar com 100% de segurança que o homem não está envolvido no aquecimento. E como advertiu o pesquisador Charles Petit, do Massachusetts Institute of Technology, a "possibilidade" de que um fato seja verdadeiro não autoriza supormos automaticamente que ele "é" verdadeiro, e muito menos quando a possibilidade é remota. Uma analogia simples pode ser mais eficiente: partindo do pressuposto de que a previsão do tempo é feita por peritos competentes usando os melhores métodos e dados disponíveis, pode-se em geral prever com grande segurança que amanhã vai chover em certa região, mas sempre permanece a possibilidade de que em determinada cidade, ou em um bairro, ou em uma certa rua daquela região, não caia uma só gota de chuva. Mas se a previsão disser que "muito provavelmente" vai chover, é melhor sair com um guarda-chuvas, pois estatisticamente a vasta maioria dos que saírem sem, voltarão para casa molhados; isso pode ser afirmado porque previsões anteriores baseadas em contextos semelhantes assim o demonstraram repetidas vezes. É comum se ouvir reclamações sobre a imprecisão das previsões meteorológicas por causa desta variabilidade, que é esperada pelos modelos teóricos, mas não compreendida corretamente pela população.
Em outros contextos, essas aparentes "falhas" na ciência tem sido exaustivamente exploradas e ampliadas para manipulação do público por grupos de pressão de variada natureza, tanto para combater seus oponentes como para apoiar seus próprios interesses, em debates de vasta repercussão social sobre temas como segurança, educação, legalização do aborto e de certas drogas, violência urbana, governança, política ambiental, sexualidade, religião, assistência social, moral, práticas de mercado, e todos os assuntos que de alguma forma têm relações com a ciência e o conhecimento e têm alto poder de mobilizar a sociedade e influenciar a política das nações. É o caso da disputa em torno do aquecimento, que se tornou tão turbulenta e importante que virou ela própria objeto de extensa bibliografia e origem de considerável atrito internacional. Podem ser citadas como outro exemplo as lutas que surgiram contra a poderosa indústria do tabaco desde que se estabeleceu com grande grau de confiança a correlação causal entre o hábito do fumo e doenças, mas a indústria repetidamente se valeu da pequena incerteza residual e de casos de exceção para se esquivar de acusações. Um documento que vazou em 1969 da empresa Brown & Williamson nos Estados Unidos ilustra a manipulação do conhecimento científico por interesses comerciais. O documento dizia: "A dúvida é o nosso produto, uma vez que é o melhor meio de competir com o 'corpo de evidências' que existe na mente do público em geral". Os debates em torno dos produtos transgênicos são outro exemplo notório de como a manipulação da incerteza pode gerar impasses importantes e ser muito prejudicial aos interesses públicos.

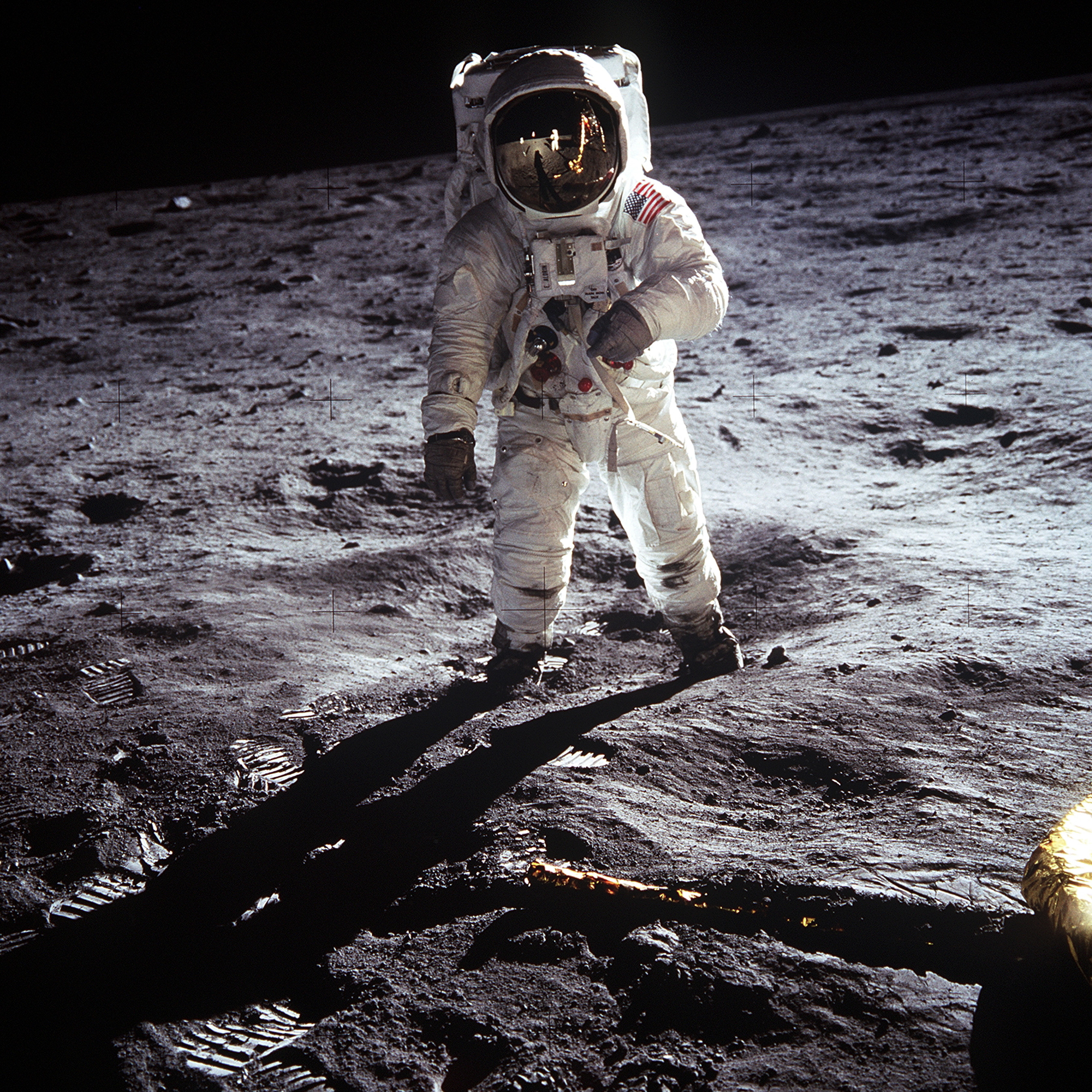
O astronauta da missão Apollo 11 Buzz Aldrin em solo lunar. Apesar da façanha ter sido extensamente documentada e divulgada, ainda há muitas pessoas que acreditam que o homem não chegou à Lua.

O público em geral por regra têm os cientistas como confiáveis e honestos, e reconhece a ciência como uma força beneficente na sociedade. Essa credibilidade deriva da consistência do trabalho científico e foi conquistada apesar de quanta incerteza possa permear este trabalho, mas a reação popular às suas afirmações pode ser tendenciosa, irracional e imprevisível. Os problemas iniciam desde quando se lembra que todos em geral desejam certezas e respostas definitivas, coisas que a ciência não pode dar, pelo menos no grau em que isso é exigido de costume. Paradoxalmente, na vasta maioria dos casos, o público aceita implicitamente o conselho dos especialistas, pois, por exemplo, ninguém fica questionando a cada vez que sai de casa se a ciência que produziu o automóvel é confiável o suficiente para que uma viagem até o local de emprego transcorra sem matar o motorista no caminho, embora todos saibam que às vezes a tecnologia falha e pessoas morrem. De fato, morrem aos milhares, mas a produção de carros não cessa de crescer e na prática todos confiam na ciência que esteve por trás da produção dessas máquinas. As dúvidas sobre essa confiabilidade em vários campos científicos, entretanto, podem se exacerbar de maneira caótica, como foi dito, e se tornam especialmente agudas e prejudiciais para o progresso social quando são propositalmente incendiadas.
Além da manipulação deliberada da informação, do ruído inevitável em toda comunicação, além de toda a espetaculosidade por si tendenciosa que distorce o noticiamento de grandes eventos pela mídia popular, do despreparo científico da maioria dos repórteres, além da falsa impressão de confiabilidade que transmitem coberturas que dão espaço e peso igual a argumentos de mérito e aceitação desigual em nome de uma alegada imparcialidade na abordagem, fatores que confundem o escasso entendimento do leigo sobre assuntos especializados mas podem até lhe dar uma falsa impressão de que sabe o bastante para criticar os peritos, há uma série de fatores culturais que influenciam as reações das pessoas ante os fatos científicos e a incerteza que os acompanha, tais como tradições, hábitos arraigados, superstições, modas, preconceitos e outros. Todos esses aspectos acabam gerando reflexos políticos, pois as decisões em governos democráticos precisam do referendo popular. A falta de interesse por parte das pessoas sobre assuntos relacionados à ciência pode estar ligada a determinado engajamento político e social, posicionamento moral, etc. Em todos os países, o rotineiro despreparo científico dos líderes políticos também tem grande impacto negativo em suas decisões, tornando-os incapazes de usar da melhor maneira os dados científicos disponíveis e administrar corretamente as vantagens e os riscos da incerteza, a qual, em vez, se torna moeda política para o estabelecimento de concessões e alianças entre grupos de interesses conflitantes. Por esses motivos, enfatiza-se a necessidade de uma comunicação clara entre cientistas e grande público, a fim de que as incertezas e os riscos sejam bem entendidos e bem manejados.
Conforme declarou a  Conferência das Nações Unidas sobre Meio Ambiente e Desenvolvimento, esta é uma via de mão-dupla: "A popularização não é importante apenas para o povo conhecer as criações da ciência, mas, principalmente, para poder influenciar nos rumos das pesquisas.... Deve-se ajudar o público a comunicar à comunidade científica e tecnológica suas opiniões sobre como a ciência e a tecnologia podem ser melhor gerenciadas para influir beneficamente na vida dele". Para Carl Sagan, celebrado cientista que se dedicou intensamente à tarefa da divulgação científica entre o público leigo, "as conseqüências do analfabetismo científico são muito mais perigosas em nossa época do que em qualquer outro período anterior. É perigoso e temerário que o cidadão médio continue a ignorar o aquecimento global, por exemplo, ou a diminuição da camada de ozônio, a poluição do ar, o lixo tóxico e radioativo, a chuva ácida, a erosão da camada superior do solo, o desflorestamento tropical, o crescimento exponencial da população".
Os que estudam o tema recentemente formaram um consenso de que é essencial que a incerteza seja reconhecida e aceita por todos como um elemento incontornável no método científico, no processo de construção do conhecimento e na formulação de políticas públicas, encarada não como um elemento desestabilizador, mas, ao contrário, como um fator de segurança e como um indicador de margens de ação realistas e salutares, em nome do bem comum. Se a população respeita em geral os cientistas na maioria dos assuntos, mais deveria confiar neles quando afirmam repetidamente que têm sólidos argumentos e oferecem múltiplas provas concretas do que dizem, especialmente quando alertam que os riscos de determinado rumo de ação seriam inaceitáveis se porventura se concretizassem, mesmo que isso tivesse pequena chance de ocorrer. Charles Petit deu outro exemplo de como isso tem efeito: "Durante a Guerra Fria, jamais pensamos que um ataque da União Soviética tivesse sequer um por cento de chance de acontecer, mas ainda assim pensamos que a mera possibilidade da catástrofe justificava os trilhões de dólares gastos em defesa".
Desta maneira, fica evidente que a apresentação pública da ciência por trás de muitos desafios contemporâneos não está sendo eficiente, a incerteza tem sido um obstáculo maior do que deveria em todos os níveis, em vez de alavancar avanços e estimular a prudência, e a mensagem não está chegando ao seu público de forma clara e persuasiva o bastante para desencadear as respostas que os cientistas julgam necessárias. Porém, se são dados incentivos adequados e o debate é conduzido numa base ética de transparência e responsabilidade, as respostas adequadas aparecem e vastas mudanças podem ser produzidas em pouco tempo, como atestam inúmeros exemplos históricos.